# Stephen Eustáquio
Stephen Antunes Eustáquio (sinh ngày 21 tháng 12 năm 1996) là một cầu thủ bóng đá chuyên nghiệp người Canada thi đấu ở vị trí tiền vệ cho câu lạc bộ Porto tại Primeira Liga và đội tuyển quốc gia Canada.

## Thống kê sự nghiệp

### Câu lạc bộ
Tính đến match played 4 June 2023
| Club                  | Season       | League                 | League | League | National cup | National cup | League cup | League cup | Continental | Continental | Other | Other | Total | Total |
| Club                  | Season       | Division               | Apps   | Goals  | Apps         | Goals        | Apps       | Goals      | Apps        | Goals       | Apps  | Goals | Apps  | Goals |
| --------------------- | ------------ | ---------------------- | ------ | ------ | ------------ | ------------ | ---------- | ---------- | ----------- | ----------- | ----- | ----- | ----- | ----- |
| Torreense             | 2014–15      | Campeonato de Portugal | 1      | 0      | 0            | 0            | —          | —          | —           | —           | —     | —     | 1     | 0     |
| Torreense             | 2015–16      | Campeonato de Portugal | 24     | 0      | 1            | 0            | —          | —          | —           | —           | —     | —     | 25    | 0     |
| Torreense             | 2016–17      | Campeonato de Portugal | 31     | 0      | 5            | 0            | —          | —          | —           | —           | —     | —     | 36    | 0     |
| Torreense             | Total        | Total                  | 56     | 0      | 6            | 0            | 0          | 0          | 0           | 0           | 0     | 0     | 62    | 0     |
| Leixões               | 2017–18      | LigaPro                | 20     | 0      | 1            | 0            | 4          | 0          | —           | —           | —     | —     | 25    | 0     |
| Chaves                | 2017–18      | Primeira Liga          | 13     | 1      | 0            | 0            | 0          | 0          | —           | —           | —     | —     | 13    | 1     |
| Chaves                | 2018–19      | Primeira Liga          | 16     | 0      | 2            | 0            | 3          | 1          | —           | —           | —     | —     | 21    | 1     |
| Chaves                | Total        | Total                  | 29     | 1      | 2            | 0            | 3          | 1          | 0           | 0           | 0     | 0     | 34    | 2     |
| Cruz Azul             | 2018–19      | Liga MX                | 1      | 0      | 1            | 0            | —          | —          | —           | —           | —     | —     | 2     | 0     |
| Paços Ferreira (loan) | 2019–20      | Primeira Liga          | 16     | 0      | 1            | 0            | 0          | 0          | —           | —           | —     | —     | 17    | 0     |
| Paços Ferreira (loan) | 2020–21      | Primeira Liga          | 15     | 2      | 2            | 0            | 1          | 0          | —           | —           | —     | —     | 18    | 2     |
| Paços Ferreira (loan) | Total        | Total                  | 31     | 2      | 3            | 0            | 1          | 0          | 0           | 0           | 0     | 0     | 35    | 2     |
| Paços Ferreira        | 2020–21      | Primeira Liga          | 17     | 0      | 0            | 0            | 0          | 0          | —           | —           | —     | —     | 17    | 0     |
| Paços Ferreira        | 2021–22      | Primeira Liga          | 17     | 0      | 0            | 0            | 1          | 0          | 4           | 1           | —     | —     | 22    | 1     |
| Paços Ferreira        | Total        | Total                  | 34     | 0      | 0            | 0            | 1          | 0          | 4           | 1           | 0     | 0     | 39    | 1     |
| Porto (loan)          | 2021–22      | Primeira Liga          | 8      | 0      | 1            | 0            | 0          | 0          | 2           | 0           | —     | —     | 11    | 0     |
| Porto                 | 2022–23      | Primeira Liga          | 29     | 2      | 5            | 1            | 2          | 2          | 7           | 2           | 1     | 0     | 44    | 7     |
| Porto                 | Total        | Total                  | 37     | 2      | 6            | 1            | 2          | 2          | 9           | 2           | 1     | 0     | 55    | 7     |
| Career total          | Career total | Career total           | 208    | 5      | 19           | 1            | 11         | 3          | 13          | 3           | 1     | 0     | 252   | 12    |

### Quốc tế
Tính đến 23 tháng 3 năm 2024
| Đội tuyển quốc gia | Năm  | Trận | Bàn |
| ------------------ | ---- | ---- | --- |
| Canada             | 2019 | 1    | 0   |
| Canada             | 2021 | 17   | 3   |
| Canada             | 2022 | 10   | 0   |
| Canada             | 2023 | 6    | 1   |
| Canada             | 2024 | 1    | 0   |
| Tổng               | Tổng | 35   | 4   |

Tính đến 18 tháng 11 năm 2023
Bàn thắng và kết quả của Canada được để trước.
| # | Ngày                 | Địa điểm                                   | Đối thủ    | Bàn thắng | Kết quả | Giải đấu                        |
| - | -------------------- | ------------------------------------------ | ---------- | --------- | ------- | ------------------------------- |
| 1 | 11 tháng 7 năm 2021  | Children's Mercy Park, Kansas City, Hoa Kỳ | Martinique | 3–1       | 4–1     | Cúp Vàng CONCACAF 2021          |
| 2 | 15 tháng 7 năm 2021  | Children's Mercy Park, Kansas City, Hoa Kỳ | Haiti      | 1–0       | 4–1     | Cúp Vàng CONCACAF 2021          |
| 3 | 25 tháng 7 năm 2021  | Sân vận động AT&T, Arlington, Hoa Kỳ       | Costa Rica | 2–0       | 2–0     | Cúp Vàng CONCACAF 2021          |
| 4 | 18 tháng 11 năm 2023 | Independence Park, Kingston, Jamaica       | Jamaica    | 2–1       | 2–1     | CONCACAF Nations League 2023–24 |